# Calliostoma splendens
Calliostoma splendens är en snäckart som beskrevs av Carpenter 1864. Calliostoma splendens ingår i släktet Calliostoma och familjen Calliostomatidae. Inga underarter finns listade i Catalogue of Life.